# Fiona Shaw
Fiona Shaw, CBE (County Cork, Ierland, 10 juli 1958) is een Iers actrice. Shaw studeerde drama aan de Royal Academy of Dramatic Art in Londen. Ze speelt regelmatig in theaterproducties in de Londense West End-theaters, hoewel ze bij het grote publiek vooral bekend is door de rol van Petunia Duffeling in de Harry Potter-films. In 2001 werd zij onderscheiden met de benoeming tot Commandeur in de Orde van het Britse Rijk.

## Theatercarrière
Onder regie van de Britse regisseur Deborah Warner speelde Shaw in een groot aantal theaterproducties, onder andere Elektra (Royal Shakespeare Company), Der gute Mensch von Sezuan (Royal National Theatre, 1989), Hedda Gabler (Abbey Theatre en BBC Two, 1991), Richard II (National Theatre en BBC Two, 1995), The PowerBook (National Theatre), Medea (Queen's Theatre en Broadway, 2000-01), Julius Caesar (Barbican Centre, Europese tour), T.S. Eliots The Waste Land (Wilton's Music Hall, Europese tour), Happy Days (National Theatre, 2007; Europese tour), Mutter Courage und ihre Kinder (National Theatre, 2009) en The School for Scandal (Barbican, 2011; Europese tour).
In Nederland debuteerde Shaw in 2007 tijdens het Holland Festival met de voorstelling Readings, eveneens onder regie van Deborah Warner. Veel succes had ze in 2008 met de openingsvoorstelling van het Holland Festival, Samuel Becketts Happy Days, waarin zij anderhalf uur lang ingegraven in een berg zand en stenen op het podium van de Stadsschouwburg Amsterdam haar monoloog speelde.

## Filmografie
- The Adventures of Sherlock Holmes (1985, televisieserie)
- My Left Foot (1989)
- Mountains of the Moon (1990)
- Three Men and a Little Lady (1990)
- Hedda Gabler (1993, tv)
- Super Mario Bros. (1993)
- Undercover Blues (1993)
- Persuasion (1995)
- Jane Eyre (1996)
- Anna Karenina (1997)
- The Butcher Boy (1997)
- The Avengers (1998)
- Gormenghast (2000, tv)
- Harry Potter and the Philosopher's Stone (2001)
- Doctor Sleep (2002)
- Harry Potter and the Chamber of Secrets (2002)
- Harry Potter and the Prisoner of Azkaban (2004)
- Midsummer Dream (2005)
- Empire (2005, miniserie)
- The Black Dahlia (2006)
- Catch and Release (2007)
- Fracture (2007)
- Harry Potter and the Order of the Phoenix (2007)
- Tree of Life (2009)
- Dorian Gray (2009)
- Noi credevamo (2010)
- Harry Potter and the Deathly Hallows (Part 1) (2010)
- True Blood (2011, televisieserie)
- Greenshaw's Folly (2013, Agatha Christie Marple)
- Lizzie (2018)
- Colette (2018)
- Killing Eve (2018-2022)
- Ammonite (2020)
- Enola Holmes (2020)
- Andor (2022, televisieserie)
- True Detective (2024 HBO Serie)
- IF (2024)